# Acer stenocarpum
Acer stenocarpum é uma espécie de árvore do gênero Acer, pertencente à família Aceraceae.